# 洛曼 (密蘇里州)
洛曼（英語：Lohman）是位於美國密蘇里州科爾縣的城市。

## 人口
根據2020年美國人口普查的數據，洛曼的面積為0.93平方千米，皆為陸地。當地共有人口175人，而人口密度為每平方千米188人。